# تپه قمری
تپه قمری مربوط به عصر مفرغ - دوره اشکانیان است و در شهرستان اسفراین، بخش مرکزی، دهستان آذری، ۲ کیلومتری جنوب شرق روستای فیروزآباد واقع شده و این اثر در تاریخ ۲۸ اسفند ۱۳۸۵ با شمارهٔ ثبت ۱۸۷۳۱ به‌عنوان یکی از آثار ملی ایران به ثبت رسیده است.